# 고인후
고인후(高因厚, 1561년 ~ 1592년)는 조선 중기의 문신, 의병이다. 고경명의 아들이자 권율 휘하의 장수였다.
본관은 장흥, 자는 선건(善建), 호는 학봉(鶴峯), 시호는 의열(毅烈)로 의병장이자 학자인 고경명의 아들이고 고종후의 동생이다. 또한 중종~명종 때의 관료 고맹영은 그의 할아버지였다. 1577년 사마시(司馬試)에 합격하여 진사가 되고, 1589년 증광 문과에 급제하여 성균관(成均館) 권지학유(權知學諭)에 부임하였다.
1592년 임진왜란 때 광주에 있다가 아버지 고경명이 흩어진 군사를 수습하자 이에 종군해 수원에서 권율의 휘하로 들어갔다가 제2차 금산 전투에서 아버지와 함께 싸우다 전사했다.
형 임피공(臨陂公) 고종후(高從厚))가 승군(僧軍)에게 애걸하여 주검을 찾아 염습을 하였는데, 죽은 지 이미 40여 일이 되었는데도 안색이 산 사람과 같았다. 전라도 창평현 수곡리(昌平縣 壽谷里) 모향(某向) 산록에 장사 지냈다.
사후 예조참의에 추증되고, 1601년(선조 34) 고을 인사의 상청(上請)으로 사우(祠宇)를 세워 충렬공 고경명을 제사하고, 그를 배향(配享)하여 포충(褒忠)이라 사액(賜額)하였다.
1629년(인조 7) 공의 아들 고부천(高傅川)의 종훈(從勳)으로 대광보국 숭록대부 의정부 영의정에 추증되고, 1694년(숙종 20)에 의열공(毅烈公) 시호가 내리지고, 1786년(정조 10)에 부조지전(不祧之典)을 명하였다. 광주의 포충사(褒忠祠) 및 금산의 종용사(從容祠)에 제향되었다.

## 가족 관계
- 할아버지 : 고맹영(高孟英)
  - 아버지 : 고경명(高敬命)
  - 어머니 : 울산 김씨(蔚山 金氏) - 김백균(金百鈞)의 딸
    - 부인 : 함풍 이씨 - 관찰사 이경(李璥)의 딸
      - 장남 : 고부림(高傅霖)
      - 차남 : 고부천(高傅川), 문과 급제, 사헌부 장령(掌令)
      - 삼남 : 고부집(高傅楫), 생원(生員)
      - 사남 : 고부량(高傅良), 진사(進士)
      - 장녀 : 오희일(吳希一)에게 출가

    - 첩
      - 남 : 고부매(高傅梅)
      - 장녀 : 금계군(錦溪君) 박동량(朴東亮) 첩
      - 차녀 : 참봉(參奉) 장응붕(張應鵬)에게 출가
      - 삼녀 : 참의(參議) 유성증(兪省曾) 첩

## 관련인물
- 고경명(아버지)
- 고종후(형)
- 권율
- 고맹영